# Julia Beck
Augusta Lovisa Julia Beck (født 20. december 1853 i Stockholm, død 1935 i Vaucresson (en) i Frankrig) var en svensk landskabsmaler og kalligraf.
Hun grundlagde sine færdigheder i kalligrafi ved at udføre diplomer og pragtbind i farens bogbindervirksomhed.

## Baggrund
Julia Beck var datter af Franz Beck, som immigrerede til Sverige i 1840 fra provinsen Rheinhessen og Julia Lovisa Carlsson, hofdame hos Kong Karl XV.
Hendes far var bogbinder med speciale i fine udgaver. Både Julia og hendes bror, Johan Victor, hjalp ofte til i deres fars forretning, og Julia var en dygtig kalligraf. Mens hendes bror fortsatte faderens bogbinderforretning, besluttede Julia at hellige sig kunsten.
Den første uddannelse fik Julia Beck på Slöjdskolans kurser i trægravering, ornamentmaling og andet kunsthåndværk.
Hun blev optaget som elev ved Kunstakademiet i Stockholm og studerede dér 1872/73-78.
På det Kongelige Kunstakademi i Stockholm etablerede hun bl.a. sammen med andre kvindelige kunstnere akademiklubben og studenteravisen Palett-Skrap.
Beck gik på Academie Julian i Paris, hvor hendes lærere var Léon Bonnat og Jean-Léon Gérôme 1881-82, og herefter var hun fra 1823-1906 privatelev hos den belgiske maler Alfred Stevens (en).

## Kunst
Beck malede i begyndelsen især portrætter, senere blev landskaber hendes foretrukne motiv.
1880 havde hun et selvportræt med på Parisersalonen, og hun opholdt sig nogle somre i begyndelsen af 1880'erne sammen med mange kolleger i kunstnerkolonien Hôtel Chevillon i Grez-sur-Loing (en) lidt syd for Paris. 1888 slog hun sig ned i den lille by Vaucresson i nærheden af Paris, hvor hun døde 1935.
Hun specialiserede sig af økonomiske årsager i portrætter, og hun var en af de få kvindelige, svenske kunstnere i sin generation, der gennem sin kunst var i stand til at forsørge sig selv. Men hendes foretrukne genre var landskaber, og hun blev kendt for atmosfæriske, impressionistiske landskaber malet i en ofte dæmpet palet.

### Grez-bevægelsen
Julia Beck bidrog til Grez-stilen med f.eks. maleriet Autumn Day, som er malet i Hotel Chevillons have, en kunstnerkoloni i Grez-sur-Loing, en togtur fra Paris, hvor nordiske og engelsktalende kunstnere i 1880'erne samledes. Maleriet er et eksempel på den transnationale naturalisme, der blomstrede i Frankrig i den anden halvdel af 1800-tallet.
Julia Beck var en af de første svenske kunstnere, der kom til Grez. Hun og andre kvindelige kunstnere tilbragte meget tid i Grez-kolonien, ofte længere tid end deres mandlige kolleger. Hendes, og de andre kvindelige Grez-kunstneres, malerier har dog ikke hidtil fået den samme behandling og position i eftertidens beskrivelser af Grez-bevægelsen. Beck er et eksempel på en kunstner, der er blevet ignoreret af kunsthistorikere, men i dag er blevet genopdaget og anerkendt som en af sin generations førende landskabsmalere.

### Nya Idum
I 1886 blev hun medlem af Nya Idum, en svensk kvindeforening, der samlede uddannede kvinder i Stockholmsområdet til uformelle møder.

## Priser og udstillinger
Beck modtog i 1882 Salon de L’Union de Femme peintres et sculpteurs. I 1894 modtog hun en medalje for sit illuminationsarbejde ved World Columbian Exposition i Chicago i 1893.
I 1934 modtog hun den franske orden Ordre national de la Légion d'honneur (Æreslegionen)
Becks arbejde findes i flere museumssamlinger, herunder det svenske Nationalmuseum. Nogle af hendes værker blev udstillet i 2012-13 på Zornmuseet i Mora i Sverige,
og i 2024 indgik nogle af hendes værker i Statens Museum for Kunsts udstilling Against All Odds – Historiske kvinder og nye algoritmer.
| - Julia Beck portrætteret - Fra Svenskt Porträttgalleri - Af Richard Bergh, ca. 1882 På Nationalmuseum |

| - Portrætter udført af Julia Beck - Olof Hermelin Fra Svenskt konstnärslexikon - Kvindeportræt Fra Svenskt konstnärslexikon - Akademimodellen, 1879 - Kvindeportræt, 1881 På Nationalmuseum |

| - Andre værker af Julia Beck - Dreng med tamburin. - Kvinde som klæder sig af på en skammel. - Fransk landskab, 1885 |

| - Gréz par nemours (Seine et marne), 1885 - Nénuphars, 1887-88 (Nøkkeroser) - Coucher de soleil, solnedgang |